# Wogamusin jezik
Wogamusin jezik (ISO 639-3: wog; wongamusin), papuanski jezik sepičke porodice kojim govori oko 700 ljudi (1998 SIL) u četiri sela u provinciji East Sepik, distrikt Ambunti-Dreikikir.
Zajednio s jezikom chenapian [cjn] čini skupinu wogamusin-chenapian. Pripadnici plemena upotrebljavaju i tok pisin [tpi] ili engleski [eng]

## Vanjske poveznice
- Ethnologue (14th)
- Ethnologue (15th)